# Viaggio

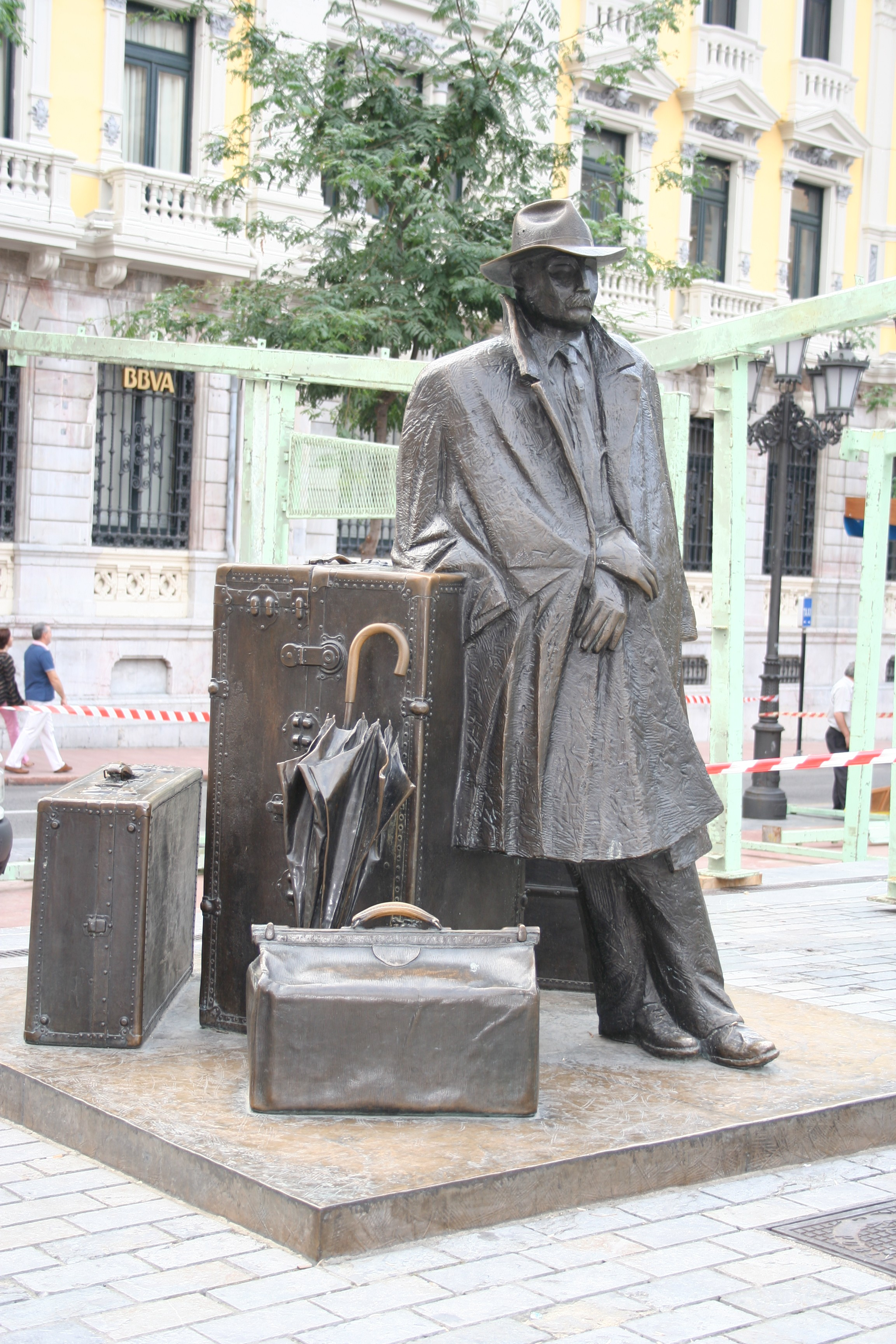
Statua dedicata al viaggiatore ad Oviedo, Spagna.

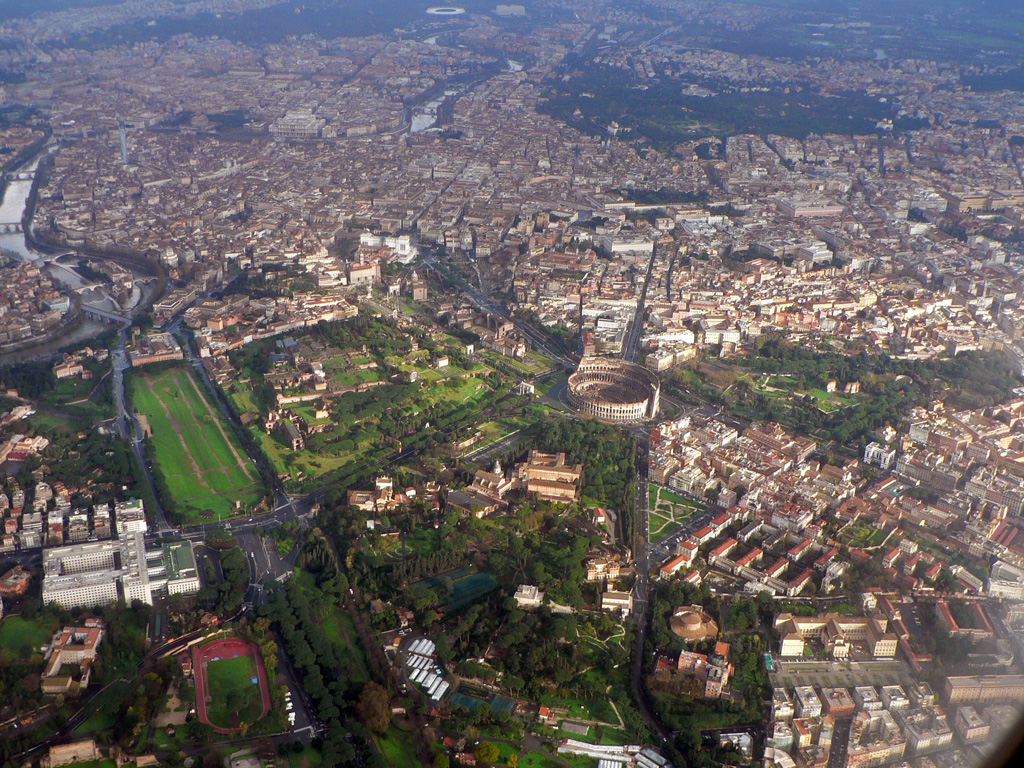
Roma, una delle città più visitate dai turisti.

Il viaggio (dal provenzale viatge, a sua volta derivante dal latino viatĭcum; quest'ultimo era la provvista necessaria per mettersi in viaggio) è lo spostamento di una certa entità, che compiono persone, animali od oggetti da una località di partenza a un'altra distante. Il viaggio può essere locale, regionale, nazionale o internazionale.
Il viaggiare si può distinguere per i mezzi adoperati per la mobilità: mezzi di trasporto pubblici o privati (come automobili, motocicli, treni, aerei, navi, biciclette, ecc.), o anche a piedi. Un viaggio può includere anche soggiorni relativamente brevi tra i successivi spostamenti che lo compongono.
Il viaggio può essere inteso non solo in senso fisico, in un contesto spazio temporale, ma anche in senso metaforico come espressione di abbandono, ricerca interiore, desiderio. Vi sono molte opere che mettono in evidenza il viaggio inteso come ricerca interiore o desiderio (ad esempio nel libro La coscienza di Zeno di Italo Svevo emerge il viaggio del protagonista: la psicanalisi).
Il paradosso contemporaneo della libertà di viaggiare è rappresentato dal fatto che sia una prerogativa dei Paesi ricchi, mentre per i cittadini dei Paesi poveri, anche se provvisti di mezzi finanziari, la libertà di viaggiare è fortemente limitata dagli stessi Paesi ricchi.

## Scopi e motivazioni
(Sant'Agostino)

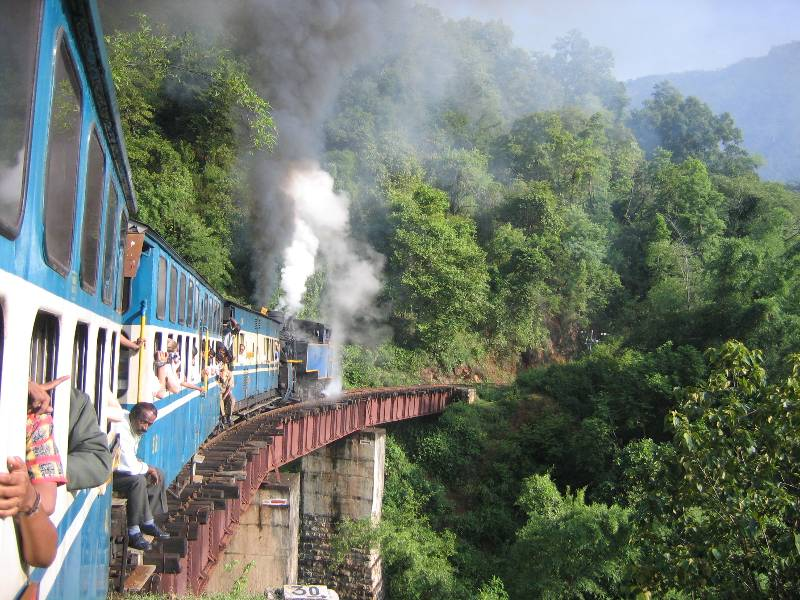
I passeggeri di un treno su un ponte della Nilgiri Mountain Railway, tra Mettupalayam e Ootacamund, a Tamil Nadu, India

Gli scopi di un viaggio (fattori di attrazione) possono essere i più svariati: ricreazione, turismo o vacanza, ricerca (per la raccolta di informazioni), visita ad altre persone, volontariato, migrazione, pellegrinaggio religioso, una missione, affari, commercio, e altri obiettivi, come l'ottenimento di assistenza sanitaria o di rifugio da una guerra, o semplicemente del piacere di viaggiare.
Le motivazioni (fattori di spinta) per l'atto del viaggiare sono altrettanto varie e spaziano nelle loro variegate possibilità da estremi rappresentati da viaggi di piacere (esempio: viaggio di nozze) a viaggi forzati (esempio: marcia della morte) di necessità.

## Il viaggio nella storia

### Nelle epoche antiche
I popoli antichi, finiti i grandi movimenti migratori dell'epoca preistorica, viaggiavano per motivi commerciali, militari, e religiosi.
La cultura classica, greca e romana, è fornita di opere che trattano il grande tema del viaggio: basti pensare all'Odissea di Omero, che consegna alle letterature successive e all'immaginario collettivo di tutto il mondo occidentale la figura dell'eroe che si può considerare il simbolo stesso dell'andare per terre e per mari: Ulisse.
Tra i viaggiatori più noti dell'epoca classica, che è bene ricordare era un fenomeno elitario, si ricordano:
- Annone (633 a.C. – 530 a.C.), fenicio, che visitò la costa atlantica dell'Africa;
- Sataspe, persiano, che nel periodo  475-465 a.C tentò la  circumnavigazione dell'Africa;
- Erodoto (484 a.C. – 430 a.C.), che visitò l'Egitto, la Libia, l'Etiopia, la Fenicia, l'Arabia, la Scizia; famoso per aver descritto paesi e persone da lui conosciute in numerosi viaggi, che descrisse nelle sue Storie
- Pitea (380 a.C. – 310 a.C.), che è la prima persona che abbia descritto il sole di mezzanotte, l'aurora polare e i ghiacci polari. Fu anche tra i primi uomini del Mediterraneo a esplorare le Isole britanniche, che designò Πρεταννικαὶ Νῆσοι (Pretannikái Nésoi), nome dal quale deriva l'attuale.
- Nearco (356 a.C. – 300 a.C.), che Alessandro Magno nominò comandante della flotta macedone, assegnandogli il compito di esplorare le coste del Mare Arabico e del Golfo Persico (che insieme al Mar Rosso per i Greci costituivano il Mare Eritreo), dal delta del fiume Indo fino all'Eufrate.
- Strabone (ante 60 a.C. – 21-24 d.C.), che visitò l'Egitto e l'Italia e che descrisse i luoghi visitati nella Geografia.
- Pausania il Periegeta (110 – 180), che visitò la Grecia e la descrisse nella Periegesi

### Nel Medioevo
Dopo la caduta dell'Impero romano d'Occidente, il viaggio è comunque sempre collegato alla realtà economica e politica. In questi anni, durante lo stato di grave disordine e di precarietà politica e sociale che caratterizzano l'Europa tra il V e il XI secolo, si assiste ad una brusca interruzione dei flussi commerciali e ad una drastica riduzione del movimento delle persone, che molto raramente si spostano da un luogo all'altro.
Ben presto, però, con il risveglio economico dell'XI secolo, riprendono in tutta Europa gli spostamenti di uomini e merci. Spinti da ragioni diverse, alcuni uomini ricominciano a muoversi anche oltrepassando i confini europei. Cavalieri, chierici vaganti, guerrieri e mercanti lasceranno nella letteratura un segno del loro andare.

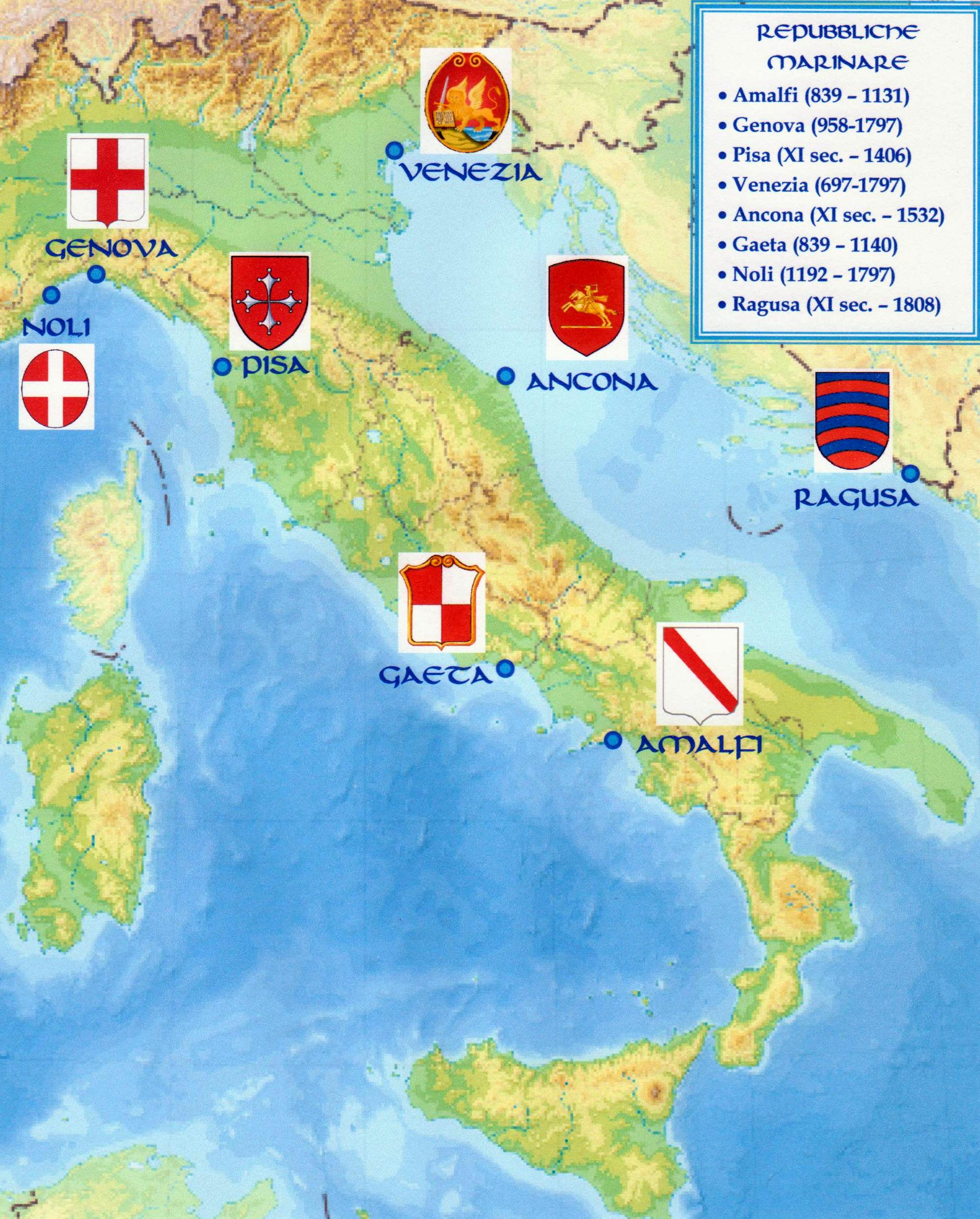
Le repubbliche marinare e i loro periodi di indipendenza

Anche il pellegrinaggio rappresenta, in un certo senso, la concretizzazione dell'idea, insita nel Cristianesimo, della vita come viaggio: i cristiani infatti, concepiscono l'esistenza come un transito verso l'aldilà. Per questo il pellegrinaggio fu una pratica particolarmente diffusa nel Medioevo, epoca di intensa spiritualità.
I viaggi più lunghi e avventurosi, quelli che oltrepassano i confini del mondo conosciuto, sono senza dubbio i viaggi dei mercanti medievali. La documentazione dei loro viaggi è ricca e varia perché amavano lasciare memorie delle loro esperienze. Fondamentali a proposito furono le attività delle repubbliche marinare.
I più importanti viaggiatori medievali sono elencati di seguito.
- Beniamino di Tudela (1130 – 1173), che esplorò Spagna, Italia, Grecia, Asia Minore, Siria, Palestina, Arabia ed Egitto. Di cultura ebraica, iniziò i suoi viaggi verso il 1165, con l'intento di effettuare un pellegrinaggio in Terrasanta.
- Giovanni da Pian del Carpine 1182 circa –1252), missionario che visitò la Mongolia, descrivendola nella Historia Mongalorum. Giovanni si può definire il primo inviato europeo in Oriente, e colui che aprì la strada a Marco Polo, di cui fu precursore di ben ventisette anni.
- I fratelli genovesi Ugolino e Vadino Vivaldi (XIII secolo), che tentarono un'esplorazione marittima nell'Oceano Atlantico ma di loro non si ebbe più notizia. Mercanti italiani tentavano infatti di raggiungere la Cina attraverso vie alternative, per evitare il passaggio nei mercanti arabi che ne aumentava notevolmente il prezzo.
- Guglielmo di Rubruck (1220 - 1293), che nel 1253 visitò la Tartaria e il Tibet inviato dal re di Francia Luigi IX dal condottiero mongolo Sartaq nella speranza che la notizia che girava in Occidente riguardo alla conversione di costui fosse vera. Il suo resoconto del viaggio in Asia è uno dei capolavori della letteratura geografica medioevale.
- Giovanni da Montecorvino (1247 – 1328), che giunse fino a Khanbaliq (l'odierna Pechino), in Cina, rimanendovi fino alla morte[4].
- Marco Polo (1254 – 1324), il lungo viaggio da lui intrapreso fra il 1271 e il 1295 gli permise di raggiungere la Cina via terra, percorrendo la via della seta. Era partito insieme al padre Niccolò e allo zio Matteo e, giunto in Cina, ottenne i favori del Kubilai Khan, ne divenne consigliere e successivamente ambasciatore. Tornò a Venezia per mare. Il suo libro Il Milione contribuì in maniera massiccia a far conoscere agli europei le regioni centrali e orientali dell'Asia. Le sue descrizioni dell'Asia hanno ispirato Cristoforo Colombo e contribuito alla creazione della mappa di fra Mauro.[5]. È considerato uno dei più grandi viaggiatori ed esploratori di tutti i tempi. Il resoconto dei suoi viaggi è ne Il Milione.
- Lanzerotto Malocello (1270 – 1336), ligure, che arrivò alle Canarie e che lasciò il suo nome all'isola di Lanzarote.
- Ibn Battuta (1304 – 1368-69), che visitò Africa, India, Sud-est asiatico e Cina, ed è considerato uno dei più grandi viaggiatori ed esploratori della storia. Scrisse "Un dono di gran pregio per chi vuol gettar lo sguardo su città inconsuete e peripli d'incanto.
- Ciriaco d'Ancona (1391 – 1452), che visitò l'Egitto, la Grecia, la Dalmazia, Cipro, la Siria, il Libano, nel tentativo di salvare dall'oblio e dalla distruzione le testimonianze del passato; riscoprì il Partenone, l'oracolo di Delfi e le Piramidi. Oggi è perciò considerato internazionalmente il fondatore in senso generale dell'archeologia[6]
- Cristoforo Colombo (1451 – 1506), senz'altro uno dei più celebri navigatori di tutti i tempi, che con il suo viaggio diretto nelle Indie, rese nota agli europei l'esistenza dell'America. Nella periodizzazione della Storia questo evento è considerato la fine al Medioevo.
- Sebastiano Caboto (1484 – 1557), il veneziano che, assunto come cartografo da Enrico VIII d'Inghilterra, scoprì Terranova ed esplorò le coste atlantiche d'America.

Dal Quattrocento l'Italia e l'Europa sono ormai percorse da viaggiatori, che si spostano per le ragioni più diverse, per mare e per terra. Quest'intensificarsi degli spostamenti ha prodotto una nuova immagine del mondo e dello spazio e ha favorito le grandi esplorazioni geografiche.

### Nell'Epoca Moderna
All'inizio del XV secolo, la scuola di navi di Enrico il Navigatore aveva circumnavigato le coste dell'Africa al servizio della corona portoghese. Intorno al 1460 il profilo della sua missione andava mutando nella ricerca dell'agognata rotta delle spezie, un passaggio per l'India intorno alla punta meridionale dell'Africa. Un successo di questo progetto avrebbe permesso di fare a meno dell'intermediazione di commercianti arabi, persiani, turchi e veneziani, che gravava sul prezzo delle spezie orientali come il pepe, la noce moscata e i chiodi di garofano.
Verso la fine del secolo, questa ricerca stava giungendo a compimento. Nel 1488 Bartolomeo Diaz era riuscito a raggiungere il Capo di Buona Speranza, mentre Pêro da Covilhã aveva viaggiato per terra fino a Calicut, esplorando possibili fonti di approvvigionamento di spezie sul subcontinente indiano. Non rimaneva che unire i due segmenti del viaggio. Si inserisce in questo quadro la figura di Vasco de Gama, primo europeo a navigare direttamente fino in India doppiando Capo di Buona Speranza.
Agli inizi del XVI secolo il toscano Amerigo Vespucci esplorò il litorale atlantico del Sudamerica. E fu il primo a capire di non essere in Asia ma in una nuova terra che in suo onore fu chiamata America. Nel 1523 Giovanni da Verrazzano raggiunge l'attuale New York.
Nel 1520, Ferdinando Magellano, al servizio dei reali di Spagna, oltrepassò la Terra del Fuoco ed esplorò l'Oceano Pacifico, che proprio lui ribattezzò così. Magellano raggiunse le Filippine e qui fu ucciso. Ma una parte del suo equipaggio, riuscì a toccare l'India, l'Africa e finalmente tornò in Spagna compiendo la prima circumnavigazione del globo.
Matteo Ricci (1552 - 1610) continuò in Cina l'opera di Giovanni da Montecorvino; non solo fu missionario, ma fece conoscere la cultura europea in Cina e quella cinese in Europa. La sua effigie compare nel fregio in marmi policromi che racconta la storia cinese all'interno del Millennium Centre di Pechino, unico occidentale insieme a Marco Polo.
Tra il XVII e il XVIII secolo i viaggiatori europei esplorarono la zona degli antipodi. Willem Janszoon scoprì l'Australia, Abel Tasman nel 1642 colonizzò l'isola, chiamata Tasmania in suo onore, la Nuova Zelanda e le Tonga. Nel XVIII secolo nacquero le "Società Geografiche" con fini esclusivamente scientifici. In questa categoria rientrano i viaggi dell'inglese James Cook che esplorò approfonditamente l'Australia orientale, prendendone possesso in nome del re d'Inghilterra.
Nel Settecento e nell'Ottocento il concetto di viaggio comincia a trasformarsi: ai mercanti, ai diplomatici e ai pellegrini si uniscono intellettuali letterati, poeti, scrittori, artisti e musicisti. Gli intellettuali di questo periodo si sentono cittadini del mondo e girano l'Europa spinti dalla curiosità intellettuale e dal desiderio di conoscere realtà, mentalità e modi di vita diversi. Molti di essi affrontano il motivo del viaggio come esperienza di maturazione sia con il Grand Tour attraverso l'Europa, cioè l'itinerario che letterati e artisti intraprendono a scopo di studio e di formazione culturale e umana giovanile. Accompagnano il viaggio valigie, borse e il nécessaire da viaggio, oggetti creati per trasportare effetti personali e per contenere le scomodità e la cui produzione, da aristocratica, diventa sempre più diffusa e borghese.

### Nell'Età Contemporanea
Nella seconda metà dell'Ottocento la produzione industriale accresce le disponibilità finanziarie di masse di lavoratori, unito ai nuovi concetti di ferie e tempo libero, aumento della classe media, aumento delle reti e delle tecnologie di trasporto. I mezzi di trasporto subiscono un'autentica rivoluzione tecnologica e sviluppano la dimensione del comfort. Tra i passeggeri nasce una nuova filosofia di viaggio che viene definito “di piacere”, il cui ruolo è il divertimento e che coinvolse dapprima soltanto l'élite economica e sociale. È proprio in questo periodo che cominciano a vedersi i segni della nascita di quel particolare viaggio che viene battezzato turismo evolutosi poi nell'industria turistica. Le ferrovie sono le prime che stimoloano e si adeguano alle nuove esigenze; in Europa nel 1876 l'ingegnere Georges Nagelmackers fonda la Compagnie Internationale des Wagons-Lits.
Tra le imprese di viaggio di esplorazione più recenti sono fondamentali quelle collegate all'esplorazione delle terre polari; il 6 aprile 1909 lo statunitense Robert Edwin Peary raggiunse il Polo Nord e il 14 dicembre 1911 il norvegese Roald Amundsen arrivò al Polo Sud.

## La sicurezza di viaggio

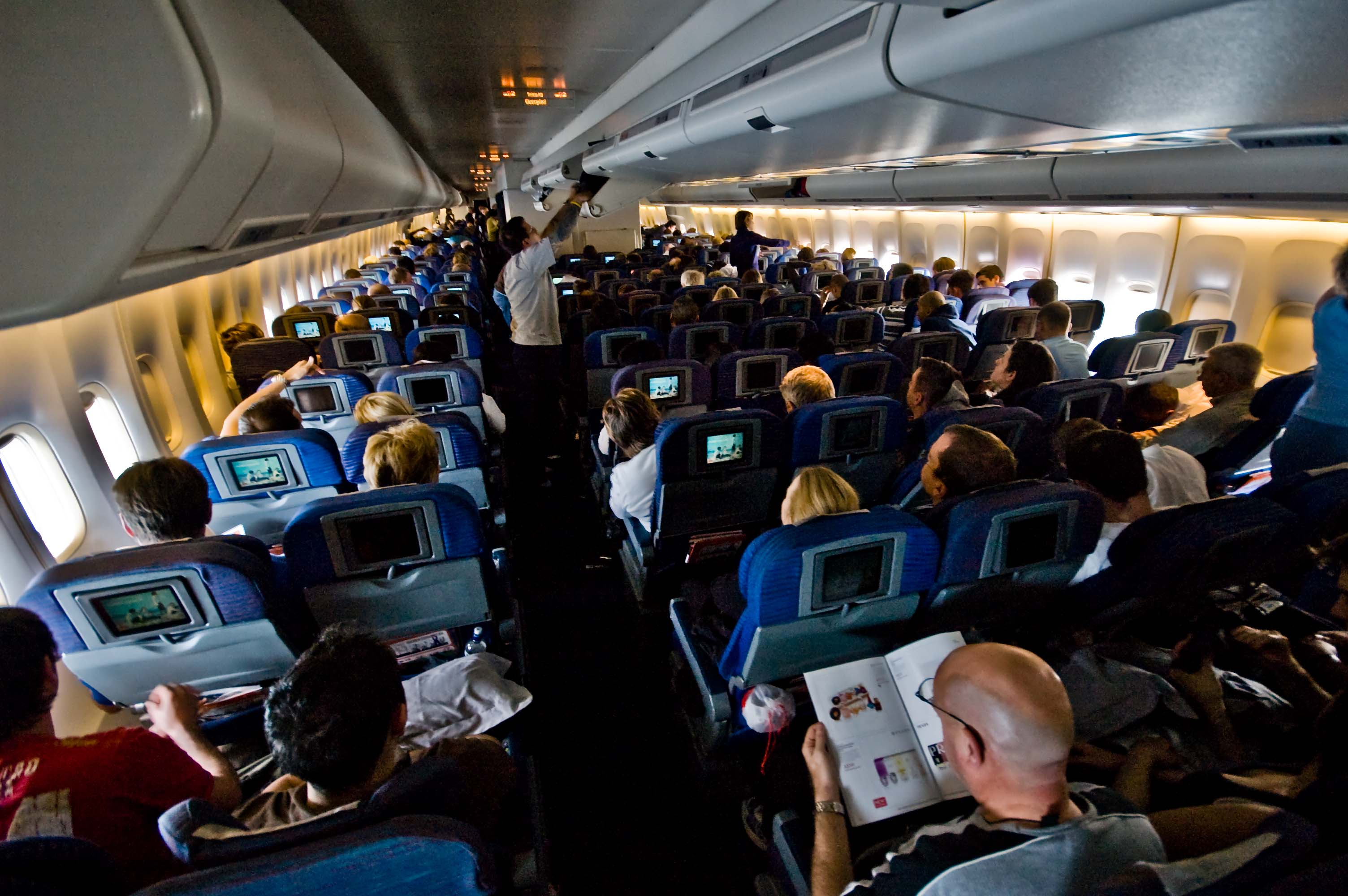
Viaggiatori in un aereo British Airways 747. Il viaggio aereo è un mezzo di trasporto comune.

È importante prendere precauzioni per garantire viaggi in sicurezza. Quando si viaggia all'estero, le probabilità sono a favore di un viaggio sicuro e senza incidenti, tuttavia, i viaggiatori possono essere soggetti a problemi come la criminalità e la violenza. Alcune precauzioni includono l'essere consapevoli dei propri dintorni, evitando di essere il bersaglio di un reato, lasciare copie del proprio passaporto e informazioni sugli itinerari a persone di fiducia, ottenere assicurazione medica valida nel paese visitato e registrarsi presso la propria ambasciata nazionale quando si arriva in un paese straniero. Molti paesi non riconoscono le patenti di guida di altri paesi, tuttavia la maggior parte dei paesi accettano il permesso internazionale di guida. Le polizze di assicurazione auto emesse nel proprio paese sono spesso valide in paesi stranieri, e sono spesso un requisito per ottenere l'assicurazione auto temporanea valida nel paese visitato. Si consiglia inoltre di diventare orientati con le norme e i regolamenti di guida dei paesi di destinazione. Indossare una cintura è altamente consigliabile per ragioni di sicurezza e perché molti paesi hanno sanzioni per la violazione di leggi sulla cintura di sicurezza.
Ci sono tre statistiche principali che possono essere utilizzate per confrontare la sicurezza delle varie forme di viaggio (basato su un sondaggio del DETR, un gabinetto del Regno Unito, dell'ottobre 2000):
| Morti per miliardo di viaggi |
| ---------------------------- |
| Bus: 4.3                     |
| Treno: 20                    |
| Furgone: 20                  |
| Automobile: 40               |
| Viaggio a piedi: 40          |
| Trasporto navale: 90         |
| Aereo: 117                   |
| Bicicli: 170                 |
| Motocicli: 1640              |

| Morti per miliardo di ore |
| ------------------------- |
| Bus: 11.1                 |
| Treno: 30                 |
| Aereo: 30.8               |
| Trasporto navale: 50      |
| Furgone: 60               |
| Automobile: 130           |
| Viaggio a piedi: 220      |
| Bicicli: 550              |
| Motocicli: 4840           |

| Morti per miliardo di chilometri |
| -------------------------------- |
| Aereo: 0.05                      |
| Bus: 0.4                         |
| Treno: 0.6                       |
| Furgone: 1.2                     |
| Trasporto navale: 2.6            |
| Automobile: 3.1                  |
| Bicicli: 44.6                    |
| Viaggio a piedi: 54.2            |
| Motocicli: 108.9                 |

### Sicurezza dei trasporti nell'Unione europea
| Tipologia di trasporto   | Morti per 100 milioni di chilometri da passeggero (EU-15) nel periodo 2000/2001 | Morti per 100 milioni di chilometri da passeggero (EU-15) nel periodo 2000/2001 |
| ------------------------ | ------------------------------------------------------------------------------- | ------------------------------------------------------------------------------- |
| Motocicletta/ciclomotore | 13,8                                                                            |                                                                                 |
| Pedone                   | 6.4                                                                             |                                                                                 |
| Biciclette               | 5.4                                                                             |                                                                                 |
| Autovettura              | 0.7                                                                             |                                                                                 |
| Traghetto                | 0.25                                                                            |                                                                                 |
| Autobus/Pullman          | 0.07                                                                            |                                                                                 |
| Aviazione civile         | 0.035                                                                           |                                                                                 |
| Trasporto ferroviario    | 0.035                                                                           |                                                                                 |